# 乙肝歧视

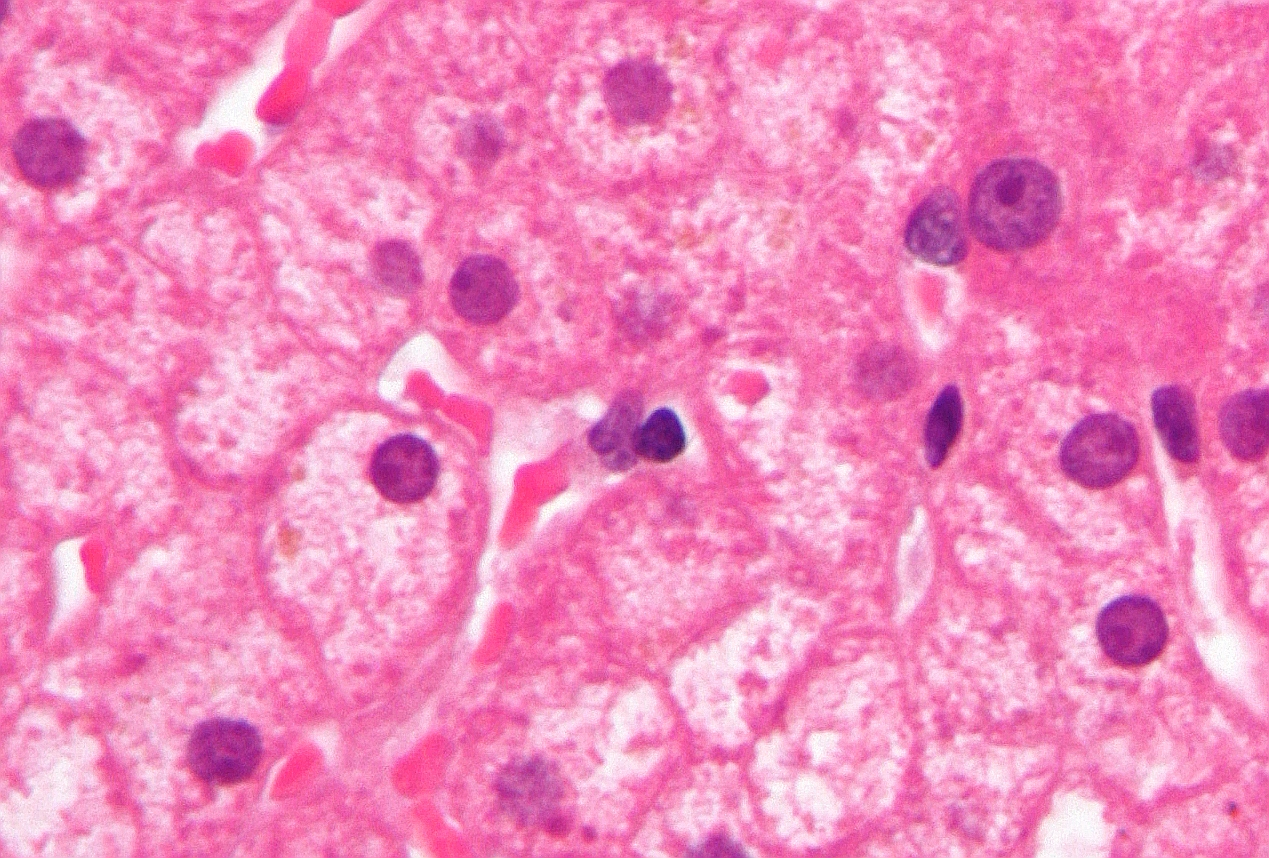
感染B肝的肝臟

乙肝歧视是指中国社会现存的对健康的乙肝病毒携带者（下简称携带者）的一种歧视现象。在所有歧视中，最严重的是就业歧视。事实上，调查表明中国乙肝携带者受到的就业歧视是所有就业歧视中（如地域、年龄、户口、性别、学历、艾滋病、性取向、农民等等）最严重的一种。
乙肝歧视是现代社会中规模罕见的群体性歧视和人道主义灾难，一亿多人被排除在社会的边缘，人格和生存权利无法得到保障，乙肝因此被称为“中国第一病”。由于对前途和生活的绝望，乙肝病毒携带者的极端行为时常出现。乙肝歧视已成为影响社会公平公正、和谐稳定的重要因素。因为乙肝就业歧视而自杀的大陆人群，从高中至博士。被歧视的人群存在于任何年龄段（但绝大多数是45岁以下），幼儿携带者因此不能上幼儿园，携带者学生严重担心升学，毕业生和求职者更加严重担心就业的筛查，甚至中国超一流的清华大学的热门专业毕业生都因携带乙肝而无法获得工作。更多更多的痛苦由于害怕携带者身份暴露和大陆言论过滤，而被社会抛弃在角落里。
从2007年开始，中国政府相关的立法进程渐次展开，为保护乙肝病毒携带者的权益提供了法律依据，但是全面消除歧视有待大规模的知识宣传。截至2019年，乙肝感染者社会歧视依旧长期存在，一份2019年由益友互助社群发起、671位乙肝感染者参与的调研结果显示，58.7%的乙肝感染者希望获得减少就业歧视的相关支持，有近半数乙肝感染者表示无法做到自我认同，想要获得自我接纳的帮助或心理辅导。流行病学家庄辉院士呼吁：“面对乙肝，我们应该正视这一疾病，只有越来越多的人了解其传播途径，才能减少社会中对乙肝感染者的歧视；另一方面，乙肝感染者也应该勇敢面对疾病，不焦虑不漠视，积极进行规范的抗病毒治疗。”

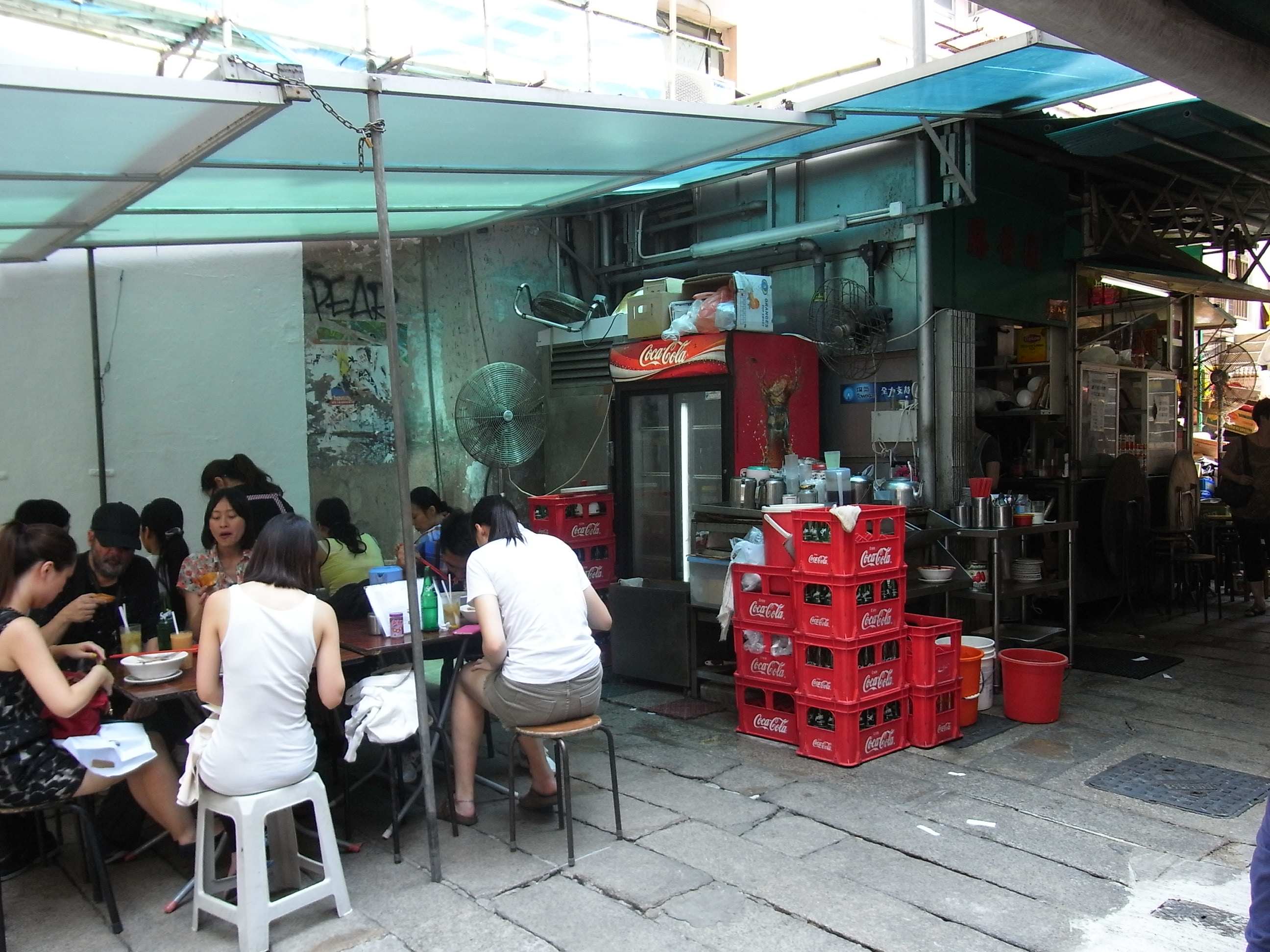
除非極度微小的巧合情況，雙方口腔都有傷口，且血液沾染到菜上，B肝不會透過吃飯從消化道傳染。

## 传播
乙型肝炎主要通过与被感染的人的血和其它体液的接触传染。通过血液、精液和陰道分泌液可以传染乙型肝炎。一般病毒通过皮肤上的小伤口或者粘膜进入体内。危险因素包括：
- 携带病毒的母亲在生育时感染给新生儿
- 不安全的性交、靜脈注射毒品（与其他人共用针头）
- 在卫生机关工作日常接触大量乙型肝炎患者
- 获得没有检验乙型肝炎病毒的血制品、牙医和其它医学手术、美容手术（刺青、穿孔）。
- 日常生活中容易造成伤口的物件比如刮胡刀、指甲刀等等也可能传染乙型肝炎[6][7]。

### 誤解
在大部分发达国家献血后的血液都要检查肝炎病毒，因此在这些地区通过受醫療用血感染肝炎的可能性几乎为零。
乙型肝炎和甲型肝炎不同，不是消化道传染病。也就是含有甲肝病毒的食物和水，进入没有破损的消化道仍可引起传染，而含有乙肝病毒的食物和水只能通过消化道上的粘膜创口传染。除非有两个人口腔附近有伤口，否则也不会通过接吻传染。然而社会上人们普遍把乙型肝炎认为是可以通过吃飯、夾菜传染，因而有乙肝歧视现象。
蚊子通过叮咬人类导致方面乙肝，丙肝的传染方面，学者通过研究發現，在夏天蚊子多的地區，急性乙肝肝炎的病例並沒有增加，一般认为蚊子无法传播乙肝、丙肝。

## 反歧视运动
2003年，浙江大学农学系毕业生周一超参加嘉兴市公务员考试。4月1日体检查出患有乙型肝炎而未被录取。4月3日周氏持刀扎伤两名人事工作人员，其中一名死亡。周一超被判故意杀人执行死刑。此案轰动全国，乙肝歧视第一次进入公众视野。
2003年9月26日，报考安徽芜湖公务员的乙肝携带者张先著，被人事局以感染乙肝病毒为名拒绝。张氏遂于10月10日起诉，要求：撤销该决定，并认定《安徽省国家公务员录用体检实施细则（试行）》侵犯了其宪法权利。被称为“乙肝歧视第一案”。2004年4月，芜湖市新芜区人民法院一审判决：人事局根据张氏体检结论不予其考核的行为缺乏事实证据，予以撤销；但不承认规定有错。人事局不服，上诉。二审维持原判。
2005年1月20日，国家人事部、卫生部推出《公务员录用体检通用标准（试行）》，正式取消对乙肝携带者的限制。此举具有标杆意义，部分企业开始效仿，歧视的坚冰出现裂缝。
2007年8月30日，十届全国人大常委会第二十九次会议表决通过了《就业促进法》。该法第一次明确规定，用人单位招用人员，不得以是传染病病原携带者为由拒绝录用。用人单位不得强检乙肝，否则将被处以罚款。但1000元的罚款被认为太低，无威慑力。尽管如此，该法的出台还是使相关诉讼显著增加，乙肝携带者开始频频胜诉。
2007年，劳动和社会保障部、卫生部联合下发的《关于维护乙肝表面抗原携带者就业权利的意见》，要求切实维护乙肝表面抗原携带者就业权利，促进公平就业。但该意见被认为缺乏具体措施和强制性，不易操作。实际来看，效果确实不明显。
2008年11月，中国反歧视代表人物陆军赴芬兰诺基亚总部抗议诺基亚中国的乙肝歧视行为，一时外资企业的乙肝歧视被推上风口浪尖。
2009年2月28日十一届全国人大常委会第七次会议第四审通过了《中华人民共和国食品安全法》，其中删除了原《食品卫生法》对肝炎病原携带者的限制；随后通过的《实施条例》更是明确区分了甲肝、戊肝等消化道传染病和乙肝（血液传染病），将乙肝及其携带者从禁止从事入口食品的岗位名单中剔除。
2009年8月，卫生部就不得禁止乙肝宝宝入幼托进行公开征求意见。此前，先后有多名人大代表和100多名妈妈联名呼吁。
2009年8月2日，一则题为《卫生部拟从常规体检表中删除乙肝检测项目》的误报道被全国主流媒体广泛转载，引爆全国激辩。卫生部当日即出面澄清该说法不是官方意见，但是大部分人仍然通过网络等媒体表示了对乙肝病毒携带者的同情。此前一周，一家深圳银行因为拒录乙肝病毒携带者被法院判处罚款。
2009年9月1日，是年22岁的浙江大学应届毕业生雷闯领到了中国首张乙肝病毒携带者的食品卫生类健康证明。
2010年2月10日，中华人民共和国人力资源和社会保障部、教育部、卫生部就《关于进一步规范入学和就业体检项目维护乙肝表面抗原携带者入学和就业权利的通知》 发表声明：“各级各类教育机构、用人单位在公民入学、就业体检中，不得要求开展乙肝项目检测......不得要求提供乙肝项目检测报告，也不得询问是否为乙肝表面抗原携带者。各级医疗卫生机构不得在入学、就业体检中提供乙肝项目检测服务。”

## 大事记
1989年9月1日，施行《中华人民共和国传染病防治法》。病毒性肝炎被列为乙类传染病，并规定：病人、疑似病人和携带者在治愈或者排除嫌疑前，不得从事“国务院卫生行政部门规定禁止从事的易使该传染病扩散的工作。”
1991年2月施行的《中华人民共和国传染病防治法实施办法》规定：“乙类传染病病人及病原携带者的密切接触者，应当接受医学检查和防治措施。”上述两个规定有笼统模糊之处，为后来越演越烈的歧视打下了基础。但另一方面，当时医学界对肝炎的医学认识也还不很完全。
2003年，浙江大学农学系毕业生周一超参加嘉兴市公务员考试，但4月1日体检查出患有乙型肝炎而未被录取，4月3日周氏持刀扎伤两名人事工作人员，其中一名死亡。案件发生后，周一超被判故意杀人，于2004年3月2日被执行死刑。很多人认为其行凶是政府机关歧视的结果，因而死刑的判决过重。
2003年3月3日，教育部、卫生部和中国残疾人联合会修订了《普通高等学校招生体检工作指导意见》，规定患有慢性肝炎并且肝功能不正常者，学校可以不予录取，但是肝功能正常的携带者除外。
2003年9月26日，报考安徽芜湖公务员的乙肝携带者张先著，被人事局以感染乙肝病毒为名拒绝。张氏遂于10月10日起诉，要求：撤销该决定，并认定《安徽省国家公务员录用体检实施细则（试行）》侵犯了其宪法权利。此案被称为“乙肝歧视第一案”。2004年4月，芜湖市新芜区人民法院一审判决：人事局根据张氏体检结论不予其考核的行为缺乏事实证据，予以撤销；但不承认规定有错。涉事人事局不服，提出上诉，最终二审维持原判。
2005年1月20日，国家人事部、卫生部推出《公务员录用体检通用标准（试行）》，正式取消对乙肝携带者的限制，但仍然规定患“各种急慢性肝炎”的为不合格”。
2005年3月，一名化名邓华的男子在参加湖南省国家公务员考试并名列第一之后，因乙肝病毒DNA检测呈阳性被拒绝录取，他起诉湖南省国家税务局违反《国家公务员录用体检通用标准》（该标准没有提及上述检测）。被告则声称他们对所有考生一视同仁，所以不存在歧视。该起诉后来被法院驳回。
2005年后期，一名河南郑州高中毕业生报考河南财经学院，高考成绩合格，但因携带病毒被拒录。该生向法庭起诉学校违反《普通高等学校招生体检工作指导意见》。同年底双方达成庭外和解，以学校录取该生告终。
2006年，天津一名大学毕业生在被中铁电气化勘测设计研究院依合同录用两个月后，体检发现是携带者而被辞退，于是起诉对方违反合同和歧视。目前（2006年7月）正在审理之中。
上述案件中，多数起诉人都要求媒体匿名，很可能是害怕继续遭到歧视的缘故。
2007年2月27日，律师瞿坚代理陈龙（化名）向上海南汇区法院递交了诉状，状告华硕电脑旗下的昌硕科技歧视乙肝携带者，因为该公司在2005年底因“体检不合格（原因为乙肝病毒携带者）”对乙肝表面抗原阳性的原告不予录用。《上海青年报》和《东方早报》记者到了现场，《新闻晨报》和天津《每日新报》也撰写了稿件，称之为“上海乙肝歧视第一案”。
2007年11月20日，中国大陆目前最大的乙肝携带者互助和维权组织『肝胆相照论坛』，被当局以没有进行医疗卫生信息服务备案的理由强行关闭。2008年3月19日，遵照中华人民共和国相关法律履行备案手续后，『肝胆相照论坛』获准重新开放。
2008年，第29届夏季奥林匹克运动会在中国北京举行，有资料表明，天津市的志愿者将被要求体检化验乙型肝炎，“本次志愿者健康医疗检查内容涉及…………乙型肝炎筛选等。”。
2010年2月，中华人民共和国人力资源和社会保障部、教育部、卫生部联合发布《关于进一步规范入学和就业体检项目维护乙肝表面抗原携带者入学和就业权利的通知》，提出入学、入职体检均不得再进行乙肝项目检测，并禁止各级医疗机构在入学、就业常规体检中提供乙肝检查项目。

## 註解
1. ↑  .   [2008-03-19]. （原始内容存档于2012-07-24）.
2. ↑  .   [2008-03-19]. （原始内容存档于2008-12-03）.
3. ↑  .   [2008-03-19]. （原始内容存档于2008-03-14）.
4. ↑  .   [2008-03-19]. （原始内容存档于2008-03-19）.
5. ↑  林昀肖. . 21财经. 广东二十一世纪环球经济报社. 2023-04-05  [2023-08-15]. （原始内容存档于2023-07-26）.
6. ↑  Risk Factors （页面存档备份，存于）专业乙、丙型肝炎 AmITwelve 网站，2009-8-12造访（英文）、
7. ↑  乙肝病毒(HBV)实际上应该乙型肝炎病毒 Archive.today的存檔，存档日期2009-09-03乙肝健康网，2009-8-12造访
8. ↑  許金川. . 肝病防治學術基金會. 2017-07-15  [2023-08-15]. （原始内容存档于2023-08-15） （中文（臺灣））.
9. ↑  蔡晧东. . 人民网. 北京日报. 2017-06-16  [2023-08-15]. （原始内容存档于2023-08-15）.
10. ↑  Charles Daniel. . Verywell Health. 2022-01-22  [2023-08-15]. （原始内容存档于2020-03-26） （英语）.
11. ↑  陆玫、郑闻文. . 腾讯网转载《东方早报》. 2009-09-02  [2009-09-02] （中文（简体））.
12. ↑  . 腾讯网转载《浙江在线》. 2009-09-02  [2009-09-02]. （原始内容存档于2009-09-05） （中文（简体））.
13. ↑  .   [2006-07-22]. （原始内容存档于2004-11-23）.
14. ↑  .   [2006-07-22]. （原始内容存档于2007-03-11）.
15. ↑  .   [2006-07-22]. （原始内容存档于2006-06-19）.
16. ↑  .   [2006-07-22]. （原始内容存档于2006-04-24）.
17. ↑  .   [2006-07-22]. （原始内容存档于2006-07-11）.
18. ↑  .   [2006-07-22]. （原始内容存档于2012-07-12）.
19. ↑  .   [2006-07-22]. （原始内容存档于2006-11-10）.
20. ↑  .   [2007-12-01]. （原始内容存档于2008-09-21）.
21. ↑  天津奥足办开始为奥运志愿者免费进行健康检查[永久]